# Łojek naziemny

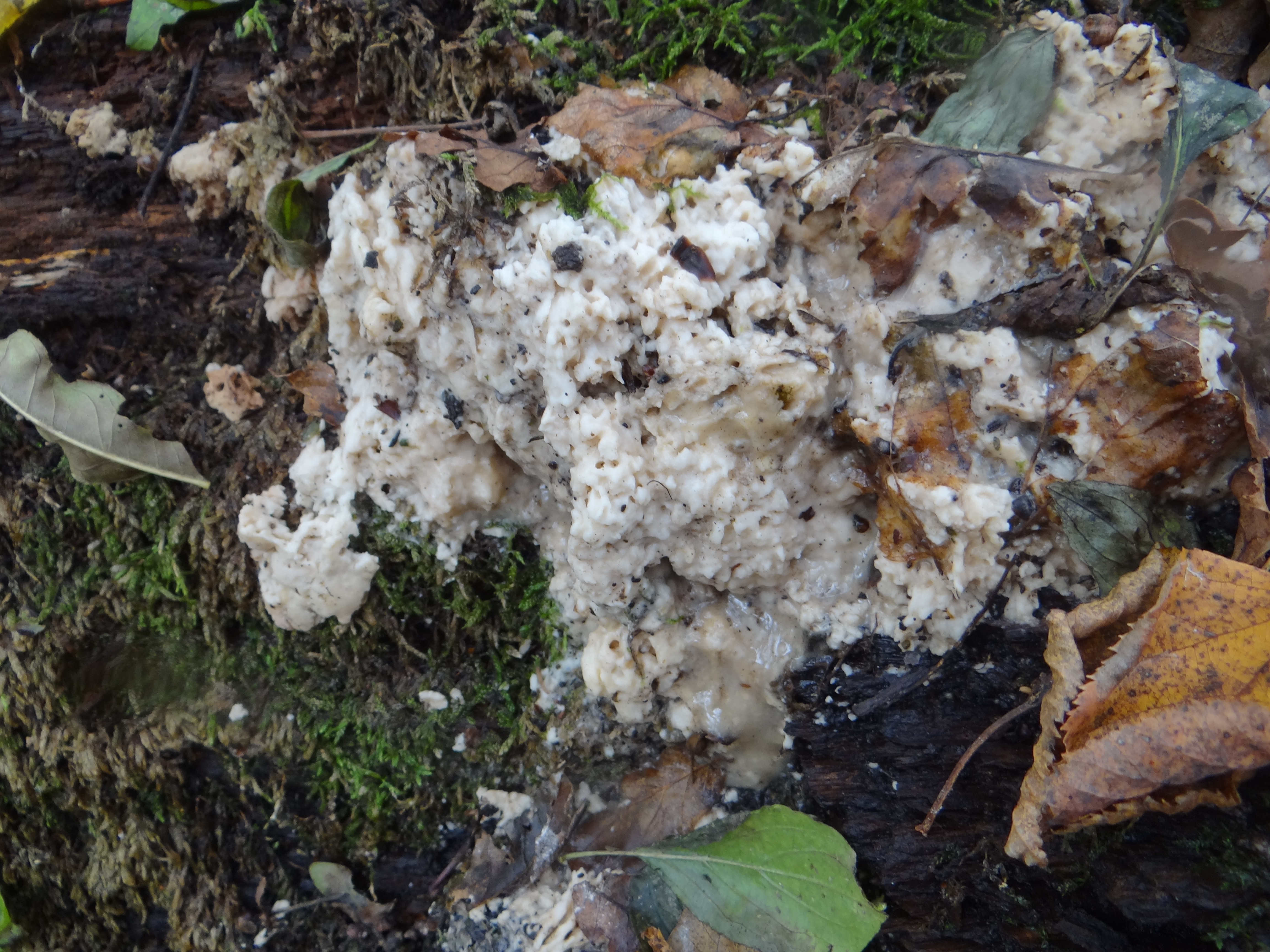

Łojek naziemny (Sebacina epigaea (Berk. & Broome) Bourdot & Galzin) – gatunek grzybów z rodziny łojówkowatych (Sebacinaceae).

## Systematyka i nazewnictwo
Pozycja w klasyfikacji według Index Fungorum: Sebacina, Sebacinaceae, Sebacinales, Incertae sedis, Agaricomycetes, Agaricomycotina, Basidiomycota, Fungi.
Po raz pierwszy takson ten zdiagnozowali w 1848 roku M.J. Berkeley i Ch.E. Broome nadając mu nazwę Tremella epigaea. Obecną, uznaną przez Index Fungorum nazwę nadali mu w 1928 roku H. Bourdot i A. Galzin.
Synonimy:

- Exidia livescens (Bres.) Wojewoda 1981
- Sebacina ambigua Bres. 1903
- Sebacina epigaea var. bicolor L.S. Olive 1944
- Sebacina epigaea var. bicolor L.S. Olive 1958
- Sebacina epigaea (Berk. & Broome) Bourdot & Galzin 1928 var. epigaea
- Sebacina epigaea var. goniophora Bourdot & Galzin 1928
- Sebacina epigaea var. livescens (Bres.) Krieglst. 1999
- Sebacina laciniata subsp. ambigua (Bres.) Bourdot & Galzin 1928
- Sebacina laciniata subsp. epigaea (Berk. & Broome) Bourdot & Galzin 1928
- Sebacina livescens Bres. 1898
- Tremella epigaea Berk. & Broome 1848[2].

Polską nazwę nadał Władysław Wojewoda w 1977 r.

## Morfologia
Owocnik
W postaci galaretowatej, cienkiej powłoki o barwie od białej do kremowej.

## Występowanie i siedlisko
Znane jest występowanie łojka naziemnego w Ameryce Północnej, Europie, Australii, Nowej Zelandii i Maroku w Afryce Północnej. W Polsce jego rozprzestrzenienie i częstość występowania dokładniej nie są znane, nie jest jednak zagrożony wyginięciem.
Saprotrof. Rozwija się w lasach na gołej ziemi lub na zbutwiałym drewnie drzew iglastych, zwłaszcza sosny. Owocniki tworzy od sierpnia do listopada, a także na krzewinkach i roślinach zielnych.

## Gatunki podobne
Podobnie woskowate, skórzaste i ściśle przylegające do podłoża powłoki tworzy łojek bezkształtny (Sebacina incrustans). Ma owocnik woskowato-chrząstkowy i rozwija się na żywych krzewinkach lub drewnie drzew liściastych.